# Es wartet alles auf dich, BWV 187
Es wartet alles auf dich, BWV 187 (Tots ells esperen de tu), és una cantata religiosa de Johann Sebastian Bach per al setè diumenge després de la Trinitat, estrenada a Leipzig el 4 d'agost de 1726.

## Origen i context
L'autor, anònim, empra el salm 104, 27: "Tots esperen de la teva mà que els donis l'aliment al seu temps", en el primer número, un versicle de l'evangeli de Mateu (6, 31-32): "Per tant, no us preocupeu, pensant que menjareu, o què beureu, o com us vestireu"; en el quart número, i la quarta i sisena estrofes de l'himne Singen aus Herzensgrund de Hans Vogel (1563) en el coral final. El text està molt relacionat amb l'evangeli del dia Marc (8, 1-9) que narra la segona multiplicació dels pans i dels peixos; la primera part de la cantata presenta Déu com a proveïdor dels aliments, i en la segona, dirigida als fidels, se'n treuen les conseqüències. Per a aquest diumenge es conserven, a més, les cantates BWV 107, BWV 186 i la BWV 54 també destinada al tercer diumenge de Quaresma, conegut com a Diumenge Oculi. Bona part de la música d'aquesta cantata, en concret la dels números 1, 3, 4 i 5 l'aprofità Bach per a la Missa en sol menor (BWV 235).

## Anàlisi
[Obra escrita a soprano, contralt, baix i cor; dos oboès, corda i baix continu. Consta de set números repartits en dues parts que es cantaven abans i després del sermó.
Primera part
1. Cor: Es wartet alles auf dich (Tots ells esperen de tu)
2. Recitatiu (baix): Was Kreaturen hält (Quantes coses no hi ha sobre la bola del món!)
3. Ària (contralt): Du Herr, du krönst allein das Jahr mit deinem Gut (Tu, Senyor, sols Tu, corones l'any amb ta bonesa)

Segona part
1. Ària (baix): Darum sollt ihr nicht sorgen noch sagen: Was werden (No us amoïneu, doncs, tot dient)
2. Ària (soprano): Gott versorget alles Leben (Déu se'n cuida de tota vida)
3. Recitatiu (soprano): Halt ich nur fest an ihm mit kindlichem Vertrauen (Jo he posat confiança en Ell, com un infant)
4. Coral:  Gott hat die Erde zugericht (Déu que ha endegat la terra)

El cor inicial, que és una nova prova del mestratge de Bach, comença amb una introducció orquestral i passatges instrumentals alternats amb els corals de tipus contrapuntístic, que presenten, de fet, la temàtica de tota l'obra. En el recitatiu secco de baix del segon número cal destacar unes vocalitzacions sobre Rund der Welt (sobre la bola del món), que dona pas a una ària de contralt amb una estructura ternària i vocalitzacions sobre du krönst (la corona) en el primer vers i traüfet (regalimen), que clou la primera part de la cantata. La segona part comença amb la cita bíblica indicada, que no arriba a ser una ària i que el mateix Bach qualifica de basso solo, ja que són unes paraules cantades per la Vox Christi, assignades, com és habitual, al baix amb l'acompanyament de la corda a l'uníson i el continu. En el número 5 el soprano dialoga amb l'oboè en una ària inicialment reposada i amable que va prenent, al final, un aire de dansa quan canta weiche, ihr Sorgen (fora recels). Segueix el recitatiu del número 6 també de soprano amb tota la corda, que canta un text ple d'exhortacions i advertiments. El coral final, amb els textos indicats, es canta amb una melodia d'una cançó nadalenca antiga, anterior a la Reforma. Té una durada aproximada d'uns vint-i-cinc minuts.

## Discografia seleccionada
- J.S. Bach: Das Kantatenwerk. Sacred Cantatas Vol. 10. Gustav Leonhardt, Leonhardt-Consort, Knabenchor Hannover (Heinz Hennig, director), Collegium Vocale Gent (Philippe Herreweghe, director), Michael Emmermann (solista del cor), Paul Esswood, Max van Egmond. (Teldec), 1994.
- J.S. Bach: The complete live recordings from the Bach Cantata Pilgrimage. CD 33: St Mary’s, Haddington; 5 i 6 d'agost de 2000. John Eliot Gardiner, English Baroque Soloists, Monteverdi Choir, Katharine Fuge, Richard Wyn Roberts, Stephan Loges. (Soli Deo Gloria), 2013.
- J.S. Bach: Complete Cantatas Vol. 18. Ton Koopman, Amsterdam Baroque Orchestra & Choir, Sandrine Piau, Bogna Bartosz, Klaus Mertens. (Challenge Classics), 2005.
- J.S. Bach: Cantatas Vol. 45. Masaaki Suzuki, Bach Collegium Japan, Yukari Nonoshita, Robin Blaze, Peter Kooij. (BIS), 2009.
- J.S. Bach: Church Cantatas Vol. 56. Helmuth Rilling, Bach-Collegium Stuttgart, Gächinger Kantorei Stuttgart, Maria Friesenhausen, Hildegard Laurich, Wolfgang Schöne. (Hänssler), 1999.
- J.S. Bach: Cantatas for the Liturgical Year, Vol. 17. Sigiswald Kuijken, La Petite Bande, Siri Thornhill, Petra Noskaiova, Christoph Genz, Jan Van der Crabben. (Accent), 2013.